# Język tabasarański
Język tabasarański (nazwa własna: Табасаран чIал) – jeden z języków kaukaskich, używany przez Tabasaranów w południowym Dagestanie oraz w północnym Azerbejdżanie. Należy do zespołu samurskiego (tzw. języki lezgińskie), tworzącego podgrupę wśród języków dagestańskich w grupie północno-wschodniej (nachsko-dagestańskiej) języków kaukaskich.
Używany według różnych szacunków przez ok. 95 tys. osób (1995 r.) do nawet 132 tys. (według spisu powszechnego przeprowadzonego w 2000 r., który czasami jest kwestionowany jeśli chodzi o metodologię oraz możliwe przekłamania wyników ze względu na pomijanie drobniejszych narodów i języków).  Według danych Ethnologue (wyd. 22, 2019) posługuje się nim 127 tys. osób. 
Język tabasarański wyróżnia się rekordową liczbą przypadków, których, według niektórych źródeł, ma być aż 45, jak również używaniem rzadkiego fonemu: [ɢ].
Wyróżnia się dwa dialekty języka tabasarańskiego: północny (khanag) i południowy, który stał się podstawą współczesnego języka literackiego. Początki piśmiennictwa w języku tabasarańskim sięgają XVII w., kiedy to zaczęto zapisywać alfabetem arabskim teksty przeznaczone głównie do celów religijnych. W późniejszym czasie (XVIII–XIX w.) sporadycznie zapisywano także tabasarańskie teksty niereligijne, takie jak np. pieśni ludowe, jednak w związku z niewielkim stopniem alfabetyzacji Tabasaranów teksty te nie były szeroko rozpowszechnione. Ponadto znaczną część twórczości zapisywano w lepiej rozwiniętych językach literackich, arabskim i azerskim. Prace nad stworzeniem współczesnego tabasarańskiego języka literackiego rozpoczęto w latach trzydziestych XX w. Początkowo od 1932 r. był on zapisywany łacinką, później jednak (1938 r.) na mocy decyzji władz sowieckich wprowadzono jako obowiązujący alfabet cyrylicę, opartą na rosyjskiej. Dziś jest to jeden z lepiej rozwiniętych literackich języków Dagestanu. W języku tabasarańskim ukazuje się prasa codzienna, książki (literatura piękna, dzieła naukowe), pod koniec lat 90. XX w. rozpoczęto nawet przekład Biblii na tabasarański.
Oprócz swego własnego języka większość Tabasaranów zna także rosyjski jako język urzędowy Federacji Rosyjskiej, a w Azerbejdżanie również język azerski.

## Alfabet
| А а   | Аь аь | Б б | В в   | Г г | Гъ гъ | Гь гь | Д д   |
| Е е   | Ё ё   | Ж ж | З з   | И и | Й й   | К к   | Къ къ |
| Кь кь | КӀ кӀ | Л л | М м   | Н н | О о   | П п   | ПӀ пӀ |
| Р р   | С с   | Т т | ТӀ тӀ | У у | Уь уь | Ф ф   | Х х   |
| Хъ хъ | Хь хь | Ц ц | ЦӀ цӀ | Ч ч | ЧӀ чӀ | Ш ш   | Щ щ   |
| ъ     | ы     | ь   | Э э   | Ю ю | Я я   | Ӏ     | '     |